# せいれい町
せいれい町（せいれいちょう）は愛知県瀬戸市山口連区の町名。丁番を持たない単独町名である。

## 地理
- 瀬戸市の南部に位置する[8]。西を八幡町、北を宝ケ丘町、東から南を若宮町と隣接している[8]。
- 丘陵地[8]。かつては、南山大学瀬戸キャンパス、聖霊学園寮・職員住宅があった[8]が、2017年までに撤退している[9]。

### 学区
市立小・中学校に通う場合、学区は以下の通りとなる。また、公立高等学校普通科に通う場合の学区は以下の通りとなる。
| 番・番地等 | 小学校               | 中学校             | 高等学校 |
| ---------- | -------------------- | ------------------ | -------- |
| 全域       | 瀬戸市立幡山東小学校 | 瀬戸市立幡山中学校 | 尾張学区 |

## 歴史

### 町名の由来
1970年（昭和45年）、当時の学校法人名古屋聖霊学園（のちに学校法人南山学園と合併）が設置者である名古屋聖霊短期大学が開設され、さらに同設置者の聖霊高等学校・中学校が名古屋市より移転。以後、順次学校施設が建設され、学園町が誕生。その学園名を町名とした。

### 沿革
- 1981年（昭和56年）3月31日 - 瀬戸市大字山口字若宮・北山の各一部により、同市せいれい町として成立[2]。
- 1982年（昭和57年）3月1日 - 宝ケ丘町の一部を編入[14]。

## 世帯数と人口
2024年（令和6年）2月1日現在の世帯数と人口は以下の通りである。
| 町丁       | 世帯数 | 人口 |
| ---------- | ------ | ---- |
| せいれい町 | 0世帯  | 0人  |

### 人口の変遷
国勢調査による人口の推移。
| 1995年（平成7年）  | 18人 | [ 15 ] |  |
| 2000年（平成12年） | 11人 | [ 16 ] |  |
| 2005年（平成17年） | 4人  | [ 17 ] |  |
| 2010年（平成22年） | 4人  | [ 18 ] |  |
| 2015年（平成27年） | 0人  | [ 19 ] |  |
| 2020年（令和2年）  | 0人  | [ 20 ] |  |

### 世帯数の変遷
国勢調査による世帯数の推移。
| 1995年（平成7年）  | 16世帯 | [ 15 ] |  |
| 2000年（平成12年） | 9世帯  | [ 16 ] |  |
| 2005年（平成17年） | 3世帯  | [ 17 ] |  |
| 2010年（平成22年） | 4世帯  | [ 18 ] |  |
| 2015年（平成27年） | 0世帯  | [ 19 ] |  |
| 2020年（令和2年）  | 0世帯  | [ 20 ] |  |

## 事業所
2021年（令和3年）現在の経済センサス調査による事業所数と従業員数は以下のとおりである。
| 町丁       | 事業所数 | 従業員数 |
| ---------- | -------- | -------- |
| せいれい町 | 2事業所  | 103人    |

## 交通

### 鉄道
町内に鉄道は走っていない。最寄り駅は、愛知環状鉄道・愛知環状鉄道線山口駅になる。

### バス
町内にバスは走っていない。最寄りのバス停は、瀬戸市コミュニティバス「上之山線」の宝ヶ丘町バス停になる。

### 道路
町内に国道・県道は走っていない。

## 施設
- 聖霊中学校・高等学校 - 学校法人南山学園設置の中高一貫の女子校。教育モットーは「光の子として生活せよ」[22]。2023年5月1日時点の生徒数は、中学校586人、高等学校715人、計1301人である[23]。同時点の教員数は、中学校52人、高等学校36人、計88人である[23]。

- 聖霊中学校・高等学校

## その他

### 日本郵便
- 郵便番号 : 489-0863[6]（集配局：瀬戸郵便局[24]）。